# 조몬 신호장
조몬 신호장(일본어: 常紋信号場)은 일본 홋카이도 기타미시에 위치한 홋카이도 여객철도 세키호쿠 본선의 신호장이다.

## 구조
경사진 곳에 있어 스위치 백 형식으로 만들어져 있다. 본선 외에 2개의 착발선과 1개의 인상선이 있으며 분기점 부분은 거대한 스노 쉘터가 설치되어 있다.
교행 설비의 사용이 중지된 이후로 신호장 본래의 역할은 하고 있지 못하지만, 폐색 구간의 경계로는 기능하고 있는 것으로 추정된다.

## 주변
- 조몬 터널
- 국도 제242호선

## 역사
- 1914년 10월 5일 : 일본국유철도의 조몬 신호소 설치.
- 1922년 4월 1일 : 조몬 신호장으로 개칭.
- 1951년 4월 1일(추정) : 가승강장으로서 여객 취급 개시.
- 1975년 7월 1일(추정) : 여객 취급 폐지.
- 1987년 4월 1일 : 일본국유철도 분할 민영화에 따라 홋카이도 여객철도가 승계.
- 2001년 6월 30일 : 교환 설비의 사용이 정지되었다.

## 인접 역
| 세키호쿠 본선                    | 세키호쿠 본선   | 세키호쿠 본선                  |
| -------------------------------- | --------------- | ------------------------------ |
| A53 이쿠타하라 신아사히카와 방면 | ■ 세키호쿠 본선 | 니시루베시베 A55 아바시리 방면 |